# Кизик
Кизик (Kyzikos; гръцки: Κύζικος, лат.: Cyzicus) е древен гръцки град на южния бряг на Мраморно море в древната територия Мизия в Мала Азия.
Днес на неговото място се намира Белкъс при Erdek в провинция Балъкесир (Турция). Градът се намира на провлакa на полуостров Арктонес (Капу-Даг) и забогатява заради двойното си пристанище и голямата територия.
Наречен е на Кизик - младия цар на долионите, убит от Аргонавтите.
Градът е основан през 756 г. пр. Хр. от преселници от Милет.
От V в. пр. Хр. играе важна роля в тракийската морска търговия. Управляван е първо от тирани под персийско владичество, след това става член на Атинския морски съюз (478-477 г. пр. Хр.) и на Втория атински морски съюз (377 г. пр. Хр.).
При Кизик се състои морска битка през 410 г. пр. Хр. Спартанската флота, начело с Миндар, е напълно унощожена от атинския наварх Алкивиад. По-късно минава към царството на Селевкидите и е в приятелски отношения с Аталидите, владетелите на Пергам.
По времето на Август градът губи самостоятелността си, а по времето на Тиберий е присъединен към римската провинция Азия.
Градът претърпява няколко големи земетресения по времето на Адриан, Антонин Пий и Юстиниан I, (от 443 г., като последното е през 1063 г.).
През 670 г. градът е завладян от арабите и им служи за флотска база по време на обсадата на Константинопол от 674-678 г.
През 690 г. император Юстиниан II преселва жители на Кипър в Кизик, които се връщат след корабна катастрофа обратно в Кипър. Други, за да не ги преселят, бягат в Сирия.